# 연초아
연초아(본명: 김민희 1993년 8월 19일 ~ )는 대한민국의 가수, 레이싱모델이다.

## 학력
- 천안두정고등학교
- 수원대학교 무용과

## 생애
1995년 8월 19일 대전광역시 출신이며, 레이싱 모델로 활동하다가, 2016년 걸그룹 다임피스 애교로 잠시 개명하여 활동했다가 다시 연초아로 걸그룹 다임피스의 DJ 및 모델 활동을 하고 있다.

## 경력

### 레이싱모델
- 2014년 - 서울오토살롱 레이싱모델